# Below (álbum)
Below es el cuarto álbum de estudio de la banda estadounidense de hardcore punk Beartooth. Fue lanzado por Red Bull Records el 25 de junio de 2021 y fue producido por Oshie Bichar y con el vocalista de dicha banda Caleb Shomo.
El sonido de Below ha sido descrito como más centrado en el hard rock y el heavy metal, dejando a un lado el sonido de metalcore de sus álbumes anteriores.

## Antecedentes y promoción
El 23 de junio de 2020, Shomo dijo que el cuarto álbum de la banda, al que se refirió como "LP4", se estaba grabando en Capital House Studio en Ohio. El 8 de diciembre, Caleb Shomo declaró en una transmisión de Twitch que estaba "apuntando a un lanzamiento del álbum para la primavera de 2021" y que los sencillos "definitivamente" se lanzarían antes de esa fecha. El 19 de marzo de 2021, la banda lanzó una nueva canción llamada "Devastation" que vio cómo su sonido se desviaba de sus raíces de metalcore, a favor de una sensación de hard rock y heavy metal.
El 26 de marzo, una semana después del lanzamiento de "Devastation", la banda lanzó el segundo sencillo "The Past Is Dead" junto con el video musical correspondiente. Al mismo tiempo, la banda anunció el álbum en sí, la portada del álbum, la lista de canciones y la fecha de lanzamiento. El 23 de abril, la banda lanzó el tercer sencillo "Hell of It". El 21 de mayo, dos semanas antes del lanzamiento del álbum, la banda dio a conocer el cuarto sencillo "Fed Up" que el líder Caleb Shomo reveló "fue escrito en medio del bloqueo" en 2020 durante y sobre los encierro de COVID-19. El 25 de junio, fecha de lanzamiento del álbum, la banda estrenó el video musical de la canción "Skin".

## Lista de canciones
Todas las canciones escritas y compuestas por Caleb Shomo. 
| N.º | Título               | Duración |  |
| 1.  | «Below»              | 3:49     |  |
| 2.  | «Devastation»        | 3:41     |  |
| 3.  | «The Past Is Dead»   | 3:35     |  |
| 4.  | «Fed Up»             | 3:21     |  |
| 5.  | «Dominate»           | 3:37     |  |
| 6.  | «No Return»          | 3:49     |  |
| 7.  | «Phantom Pain»       | 3:51     |  |
| 8.  | «Skin»               | 3:18     |  |
| 9.  | «Hell of It»         | 3:23     |  |
| 10. | «I Won't Give It Up» | 3:46     |  |
| 11. | «The Answer»         | 3:39     |  |
| 12. | «The Last Riff»      | 4:41     |  |

## Posicionamiento en lista
| Lista (2021)                          | Posición |
| ------------------------------------- | -------- |
| Alemania (Offizielle Top 100)         | 10       |
| Australian Albums (ARIA)              | 42       |
| Austria (Ö3 Austria)                  | 18       |
| Canadá (Billboard Canadian Albums)    | 100      |
| Escocia (Scottish Albums Chart)       | 16       |
| Estados Unidos (Billboard 200)        | 30       |
| Estados Unidos (Independent Albums)   | 2        |
| Estados Unidos (Top Hard Rock Albums) | 2        |
| Estados Unidos (Top Rock Albums)      | 4        |
| Reino Unido (UK Albums Chart)         | 39       |
| Reino Unido (UK Rock & Metal Albums)  | 3        |
| Suiza (Schweizer Hitparade)           | 36       |